# Curioso pagamento
Curioso pagamento (Captain Barnacle's Messmates) è un cortometraggio muto del 1912 diretto da Van Dyke Brooke.
Figlia d'arte, Helene Costello aveva cominciato a recitare fin da bambina. In questo film, il diciannovesimo della sua carriera, ha appena sei anni.

## Produzione
Il film fu prodotto dalla Vitagraph Company of America.

## Distribuzione
Distribuito dalla General Film Company, il film - un cortometraggio in una bobina - uscì nelle sale cinematografiche statunitensi il 24 gennaio 1912. In Italia, ottenne il visto di censura numero 5656 nel dicembre 1914.